# Delosperma monanthemum
Delosperma monanthemum är en isörtsväxtart som beskrevs av Lavis. Delosperma monanthemum ingår i släktet Delosperma, och familjen isörtsväxter. Inga underarter finns listade i Catalogue of Life.